# Ziyuan
Der Kreis Ziyuan (chinesisch 资源县, Pinyin Zīyuán Xiàn; Zhuang Swhyenz Yen) ist ein Kreis im Autonomen Gebiet Guangxi der Zhuang, Volksrepublik China. Er gehört zum Verwaltungsgebiet der bezirksfreien Stadt Guilin. Ziyuan hat eine Fläche von 1.938 km² und zählt 156.300 Einwohner (Stand: 2018). Sein Verwaltungssitz ist die Großgemeinde Ziyuan (资源镇).

## Administrative Gliederung
Auf Gemeindeebene setzt sich der Kreis aus einer Großgemeinde und sechs Gemeinden zusammen. Diese sind:
- Großgemeinde Ziyuan 资源镇

- Gemeinde Zhongfeng 中峰乡
- Gemeinde Meixi 梅溪乡
- Gemeinde Guali 瓜里乡
- Gemeinde Chetian der Miao (Hmong) 车田苗族乡
- Gemeinde Liangshui der Miao (Hmong) 两水苗族乡
- Gemeinde Hekou der Yao 河口瑶族乡